# Deborah Loewenberg Ball
Deborah Loewenberg Ball (1954) es una matemática, investigadora educativa, pedagoga y profesora estadounidense. 

## Biografía
Se formó en matemática en la Universidad de Míchigan.
Destacada por su trabajo en la enseñanza de las matemáticas y la preparación matemática de los profesores. De 2017 a 2018 se desempeña como presidenta de la Asociación Estadounidense de Investigación Educativa.

## Premios
- 2009, Premio Louise Hay
- 2013, miembro honorario de la  Sociedad Estadounidense de Matemáticas
- 2017, Médalla Felix Klein

## Libros
- 2009, La educación y el desarrollo profesional de los profesores de matemáticas.. con Incluso, R.
- 1998, Enseñanza, multimedia y matemáticas: investigaciones de la práctica real. con Lampert, M.
- 1988, Conocimiento y razonamiento en pedagogía matemática. Tesis doctoral inédita, Universidad Estatal de Michigan.